# Бани (буква)
Бани (ბ, груз. ბანი) — вторая буква современного грузинского алфавита.

## Использование
В грузинском языке обозначает звук [b]. Числовое значение в изопсефии — 2 (два).
Также используется в грузинском варианте лазского алфавита, используемом в Грузии. В латинице, используемой в Турции, ей соответствует b.
Ранее использовалась в абхазском (1937—1954) и осетинском (1938—1954) алфавитах на основе грузинского письма, после их перевода на кириллицу в обоих случаях была заменена на б.
Во всех системах романизации грузинского письма передаётся как b. В грузинском шрифте Брайля букве соответствует символ ⠃ (U+2803).

### Лексика
- Бу — сова

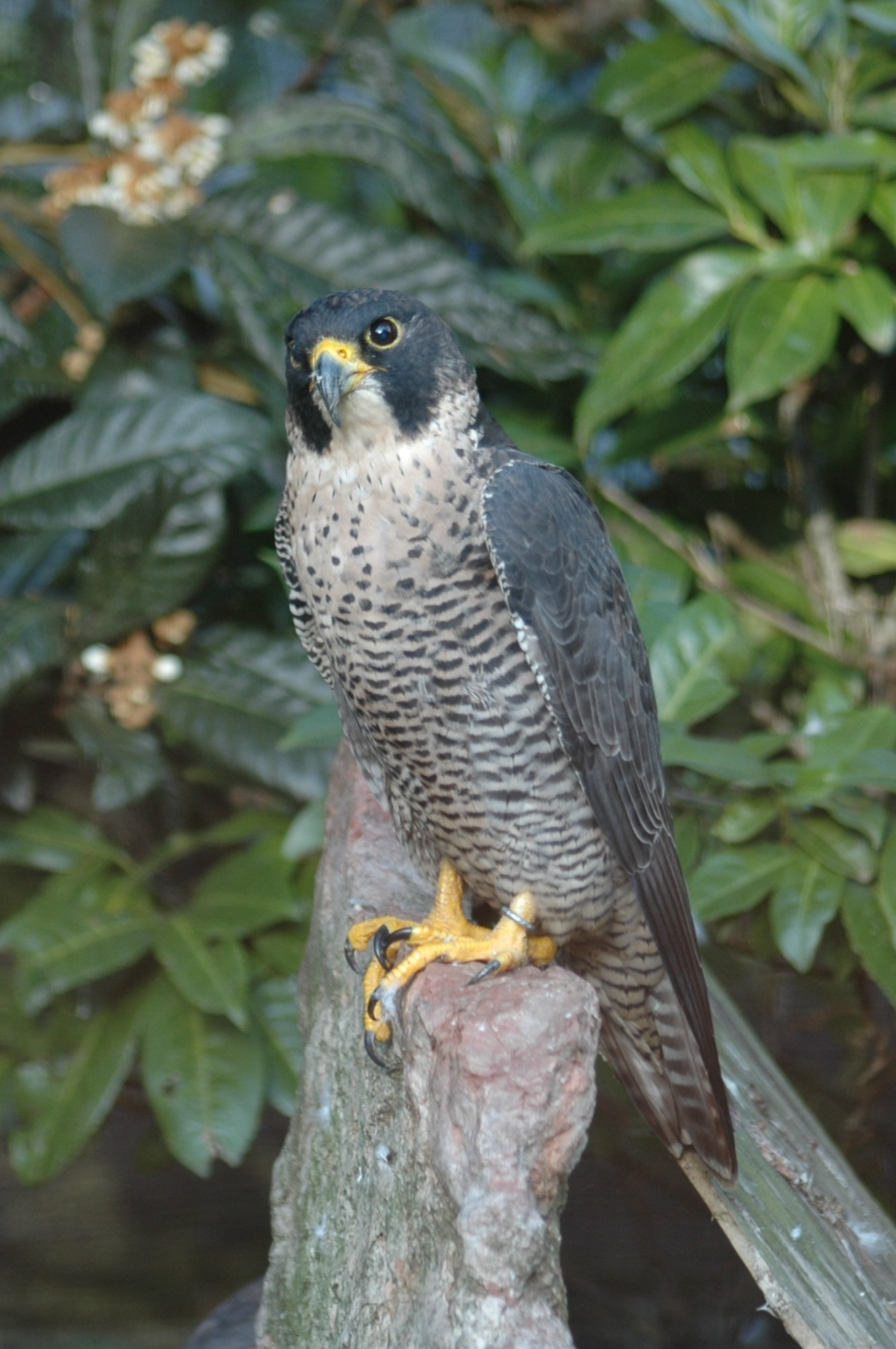
ბაზი (бази) — сокол
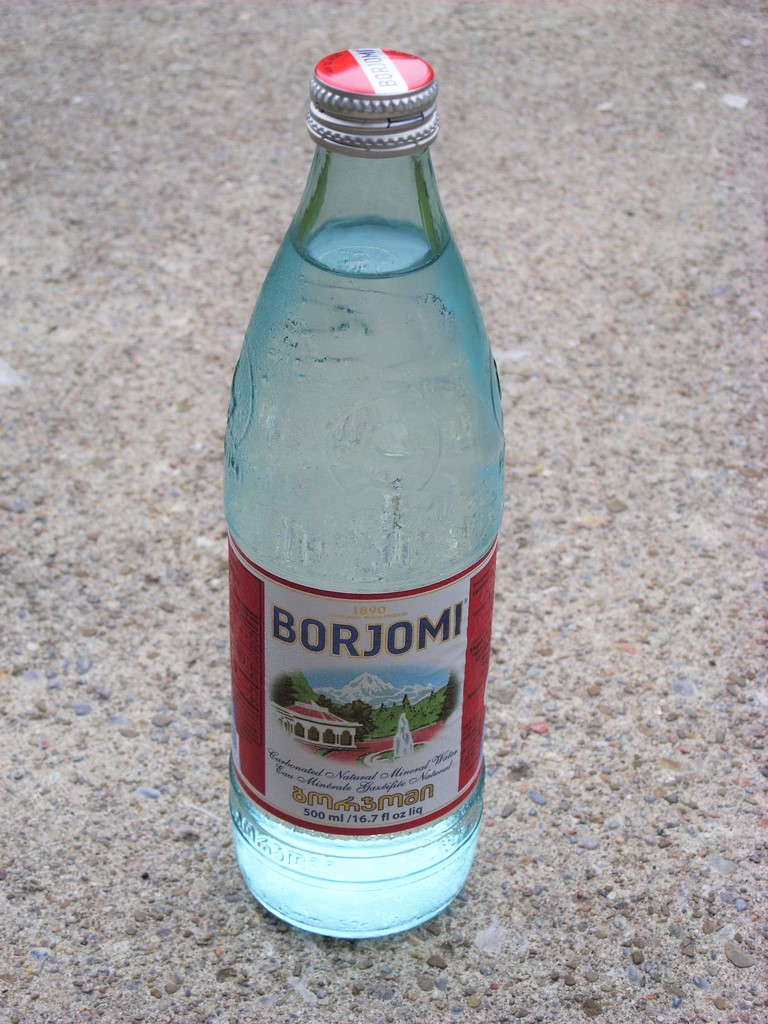
ბორჯომი (боржоми) — минеральная вода и город в Грузии

## Написание
| Асомтаврули | Нусхури | Мхедрули |
| ----------- | ------- | -------- |
|             |         |          |

## Кодировка
Бани асомтаврули и бани мхедрули включены в стандарт Юникод начиная с самой первой его версии (1.0.0) в блоке «Грузинское письмо» (англ. Georgian) под шестнадцатеричными кодами U+10A1 и U+10D1 соответственно.
Бани нусхури была добавлена в Юникод в версии 4.1 в блок «Дополнение к грузинскому письму» (англ. Georgian Supplement) под шестнадцатеричным кодом U+2D01; до этого она была унифицирована с бани мхедрули.
Бани мтаврули была включена в Юникод в версии 11.0 в блок «Расширенное грузинское письмо» (англ. Georgian Extended) под шестнадцатеричным кодом U+1C91.